# Каскінен
Каскінен (фін. Kaskinen), (швед. Kaskö)  — місто-порт Фінляндії. Каскінен є найменшим муніципалітетом Фінляндії, що має статус міста. Населення двомовне (фінська і шведська), переважає фінська мова  — 68 %. Площа  — 10,49 км², 0,16 км²  — водяне дзеркало, щільність — 130,98 осіб/км². У місті діє професійний футбольний клуб «КаІК».

## Географія
Розташоване на заході, за 150 км на північний схід від Тампере на Ботнічній затоці.

## Економіка
У місті розташований целюлозний комбінат.

## Відомі люди
- Кріста Сігфрідс  — фінська співачка, учасниця Євробачення 2013.